# Korenicai csata
A korenicai csata vagy pljesevicamezei csata (horvátul Bitka kod Korenice, Bitka na Plješevici) a horvátok és a törökök közötti ütközet a Korenica és Bihács közti Pljesevica síkon, Boszniában. Ez volt a déli végeken 1513 óta zajló ún. kis háború utolsó csatája, mely bár horvát győzelemmel végződött, de elveszett egy tehetséges hadvezér Beriszló Péter.

## Előzmények
Beriszló Péter éveken át harcolt a betörő törökökkel a bosnyák-horvát végvidéken, ahol jelentős sikereket ért el, többek között Zrínyi Miklóssal. Helyzetét nehezítette, hogy Bakócz Tamással ellentétei voltak, aki megakadályozta, hogy ő kerüljön Zágráb püspöki székébe.

1513-ban Hrvatska Dubica mellett, majd Jajca alatt kerekedett felül a boszniai törökön.

## A csata
A törökök Bosznia oszmán részéből 800 fős csapat élén behatoltak az észak-bosnyák területekre. Velük szemben Beriszló 300 katonával állt Bihács közelében. A csata során a lova felbukott, de fiatal szolgája felsegítette és átadta neki a sajátját. Miután a törökök megfutamodtak, ő hatvan lovas üldözésére indult. Korenica mellett Korenica-pataknál az utolért törökök ellen vívott kézitusában vesztette életét.

## A következmények
A háború a végvidéken befejeződött, de minden arra mutatott, hogy a keresztények elvesztették. Beriszló halálával a győzelmeknek nem lett semmi foganatjuk, mert ő volt szinte az egyetlen, aki valamire vihette volna a törökök ellen.

1521-ben I. Szulejmán már nyílt háborút kezdett Magyarország és Horvátország ellen, s a mohácsi csatában megsemmisítő vereséget mért a királyi hadra.

## Külső hivatkozások
- Petar Berislavić –  Bitka na Plješevici i Berislavićeva smrt
- Kereső.hu – Beriszló Péter
- Horvát-Szlavónországok földrajzi leírása Archiválva 2008. március 7-i dátummal a Wayback Machine-ben